# Rodeillo (distrito)
Rodeillo fue uno de los distritos que integró la subdelegación de Cáhuil, en el antiguo departamento de San Fernando, provincia de Colchagua.
El territorio del distrito fue organizado por decreto del presidente José Joaquín Pérez Mascayano el 14 de agosto de 1867.

## Historia
El distrito, que ocupó el número 2.° de la subdelegación Cáhuil, fue creado por decreto supremo del 14 de agosto de 1867, que divide el departamento de San Fernando en veinte subdelegaciones y numerosos distritos. El documento determina así sus límites:

Al sur, por el estero de Nilahue; al este, por el deslinde oriental de las haciendas de Las Palmas y San Miguel, hasta tocar con los confines de San Antonio; al norte, por estos mismos confines; y al oeste, por la Quebrada Honda, paso del Guanaco, portezuelo del Cerro Alto y quebrada del Maqui, que la divide del primer distrito

El Decreto con Fuerza de Ley N.° 8.583 del 30 de diciembre de 1927 redistribuye el territorio del departamento de San Fernando, y los distritos se suprimen.

## Administración
La administración del territorio estaba a cargo de un inspector, quien respondía a las órdenes del subdelegado, quien tenía la potestad de nombrarlos o removerlos dando cuenta al gobernador departamental.